# Women Talking Dirty
Pour plus de détails, voir Fiche technique et Distribution.
Women Talking Dirty est un film britannique réalisé par Coky Giedroyc, sorti en 1999.

## Synopsis
Cora et Ellen sont deux femmes vivant à Édimbourg. Ellen, la plus directe de la paire, est une dessinatrice en herbe qui a la possibilité de diriger sa propre entreprise aux côtés de son collègue Stanley. Cora est une future mère célibataire qui a abandonné l'université.
Le couple se rencontre pour la première fois lorsqu'Ellen se rend dans un pub après une brouille avec son mari Daniel, accro au jeu et coureur de jupons, qui a révélé à Ellen qu'il ne voulait pas d'enfants. Là, elle rencontre une Cora très enceinte. Malgré les différences évidentes entre les femmes, elles deviennent immédiatement amies et Ellen devient l'entraîneur de Cora alors qu'elle se rend à l'hôpital pour donner naissance à son fils Sam.
Un an et demi plus tard, Cora a une altercation avec Daniel, qui la séduit. Après leur aventure d'un soir, Cora est horrifiée lorsque Daniel se présente au café où elle travaille et embrasse Ellen devant elle. Encore plus horrible est la réalisation qu'elle est tombée enceinte une fois de plus, cette fois avec le mari de sa meilleure amie. Bien que Cora décide de garder l'enfant, Daniel décide qu'il ne veut rien avoir à faire avec elle et refuse même de la soutenir financièrement, laissant à nouveau Cora une mère célibataire sans revenu supplémentaire.
Les années passent et Ellen et Daniel traversent un divorce plutôt compliqué qui est un peu moins pénible du fait qu'il s'est envolé pour la Barbade. Indépendamment du mal qu'il lui a causé, Ellen est toujours amoureuse de lui, ignorant totalement que Daniel a engendré le plus jeune fils de sa meilleure amie, le colonel Cora, d'autre part, lutte toujours contre la vie et est déprimée par la culpabilité de son secret. Elle n'a jamais été en mesure de révéler la vérité sur la paternité de son fils à Ellen.
Lorsque Daniel revient, Cora, sentant qu'elle manque de temps pour dire la vérité à Ellen, et pressée par des amis et des voisins qui connaissent son secret, décide de dire la vérité à Ellen lors d'un dîner dans son loft. Ellen est humiliée par la révélation de Cora et jette tous les invités dehors, s'enfermant dans son appartement pendant des jours avec la dépression sur le fait que Cora a eu avec Daniel le fils qu'elle avait toujours voulu. Daniel retourne à Ellen après le dîner mais est rejeté par elle. Entre-temps, Cora développe une relation avec le collègue d'Ellen, Stanley, et, après une expérience de mort imminente, commence à se sentir plus confiante en elle-même et en ce qu'elle attend de la vie. Enfin, elle trouve le courage d'aller voir Ellen et de s'excuser.
Indépendamment de leur dispute, les deux femmes parviennent à s'entendre au moment même où Daniel fait irruption dans l'appartement avec un ami pour retirer un canapé de style victorien en velours violet qu'il avait offert à Ellen en cadeau de mariage. Une dispute entre les femmes et Daniel s'ensuit, ce qui fait qu'Ellen perd le canapé et jette les deux hommes dehors. Immédiatement après, Ellen récupère un sac dans un placard contenant 25 000 £ que Daniel avait gagnés au jeu et cachés. Ellen partage l'argent, en donnant 13 000 £ à Cora pour compenser les fonds que Daniel n'avait jamais donnés pour Col, et apporte l'argent restant aux bookmakers où elle parie le lot sur un cheval sans chance. Quelques secondes après avoir quitté les bookmakers, Daniel la confronte, ayant réalisé son erreur et réclamant son argent. Ellen lui tend le bulletin de pari et s'en va avec Cora, ayant finalement pris sa revanche sur lui.

## Fiche technique
- Titre : Women Talking Dirty
- Réalisation : Coky Giedroyc
- Scénario : Isla Dewar (en) d'après son roman
- Photographie : Brian Tufano
- Musique : Simon Boswell
- Pays d'origine : Royaume-Uni
- Format : Couleurs - Dolby
- Genre : comédie
- Durée : 97 minutes
- Date de sortie : 1999

## Distribution
- Helena Bonham Carter : Cora
- Gina McKee : Ellen
- Eileen Atkins : Emily Boyle
- Kenneth Cranham : George
- James Nesbitt : Stanley
- James Purefoy : Daniel
- Julien Lambroschini : Claude
- Richard Wilson : Ronald
- Freddie Highmore : Sam
- Bertie Highmore : Col